# Sphinctomyrmex caledonicus
Sphinctomyrmex caledonicus är en myrart som beskrevs av Wilson 1957. Sphinctomyrmex caledonicus ingår i släktet Sphinctomyrmex och familjen myror. Inga underarter finns listade i Catalogue of Life.

## Bildgalleri

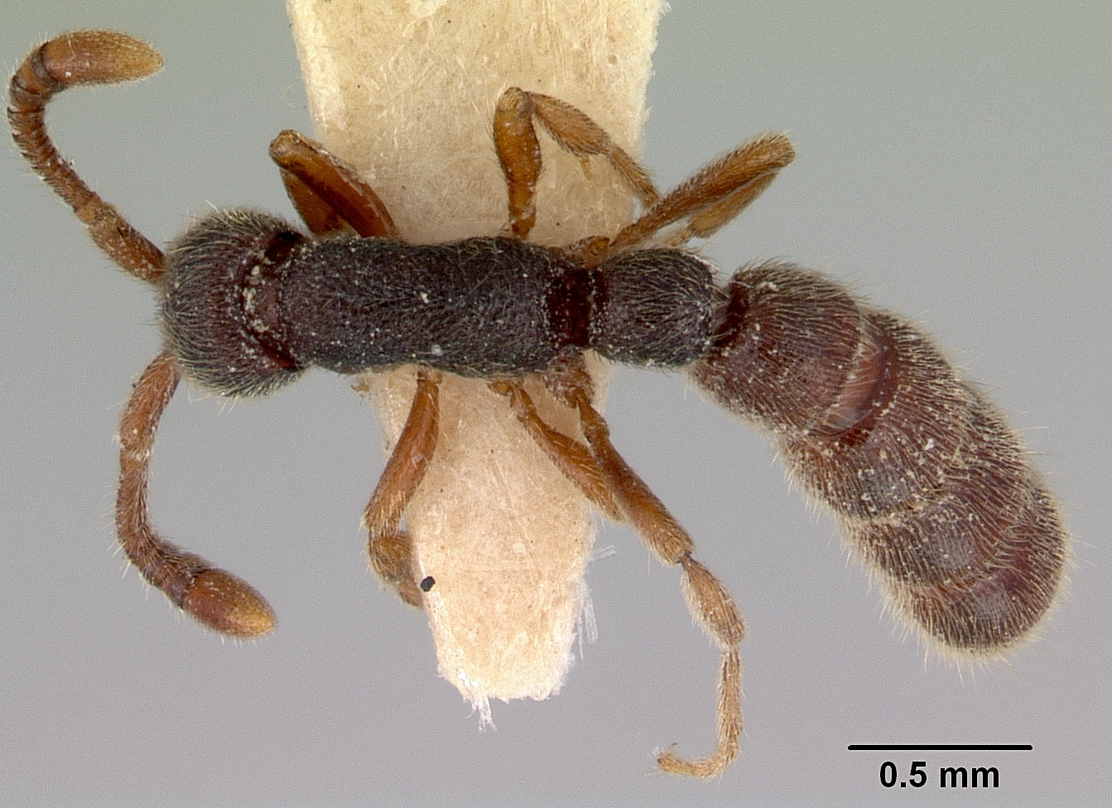
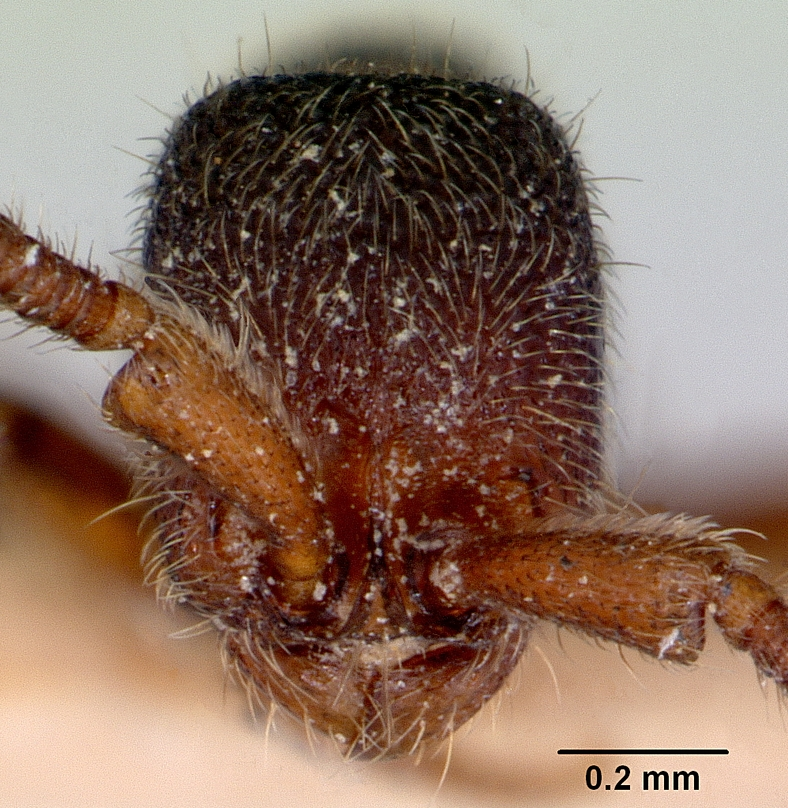
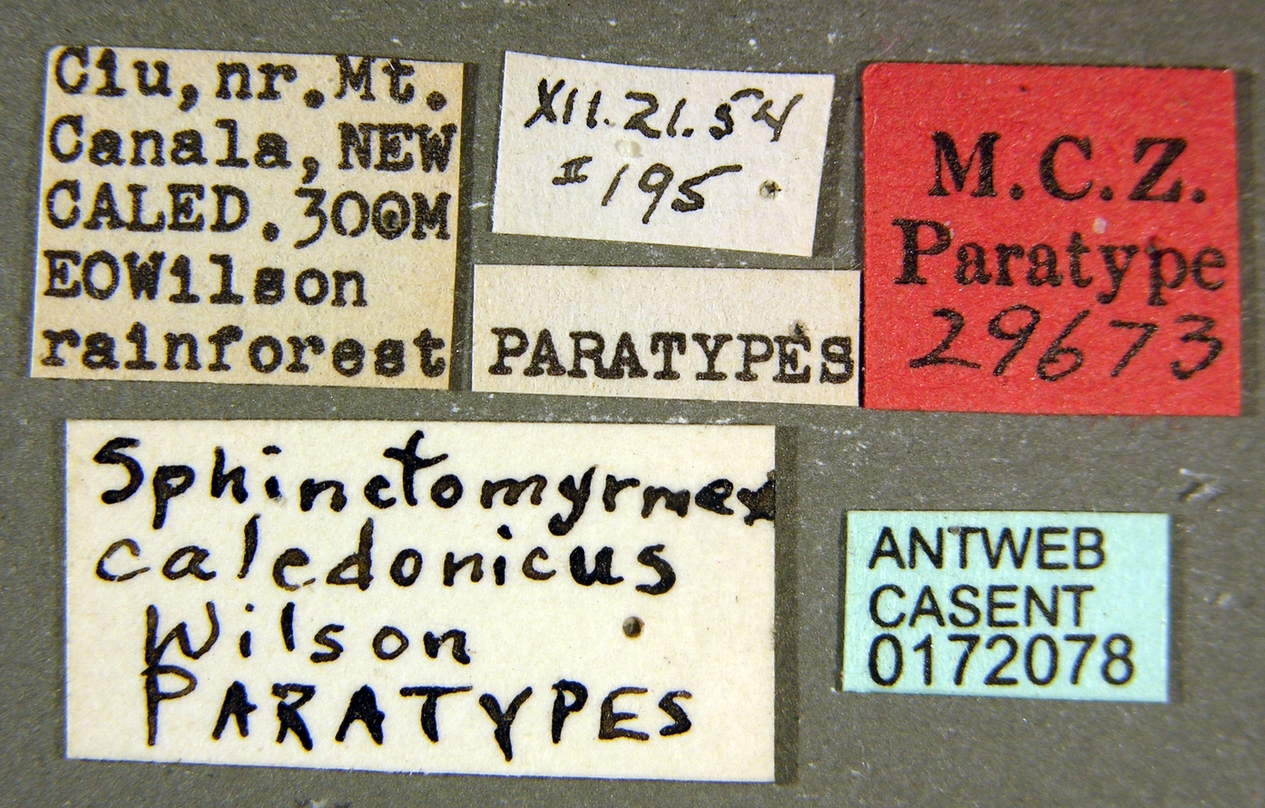
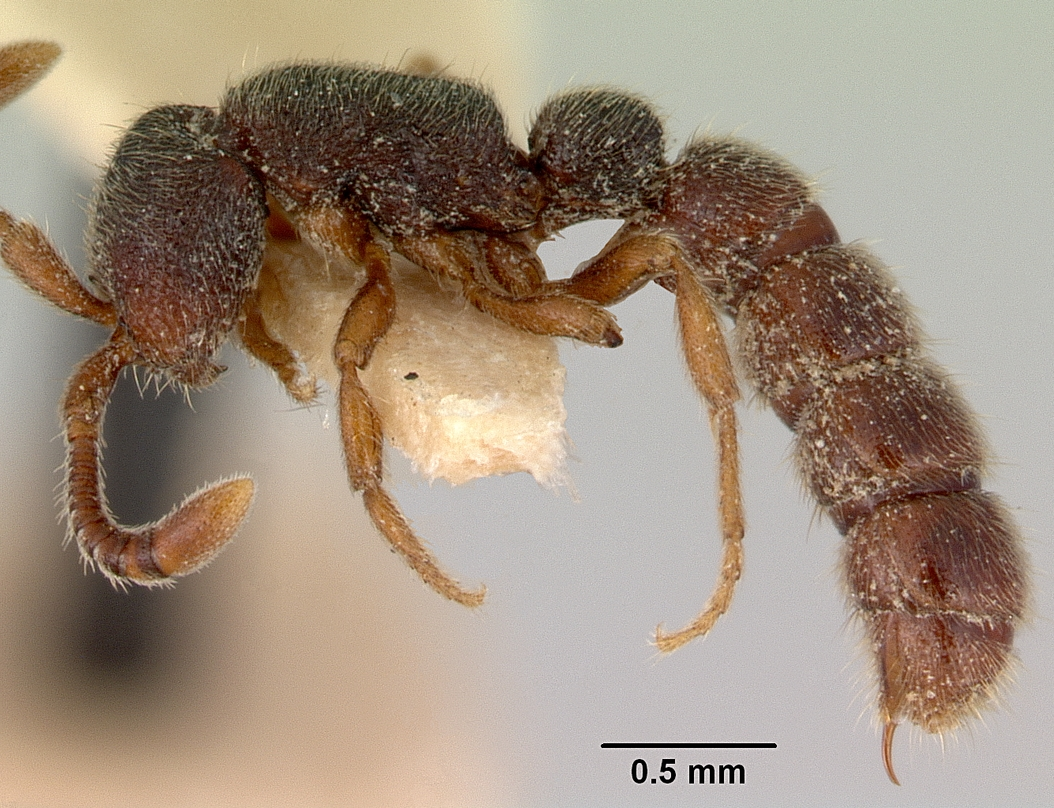
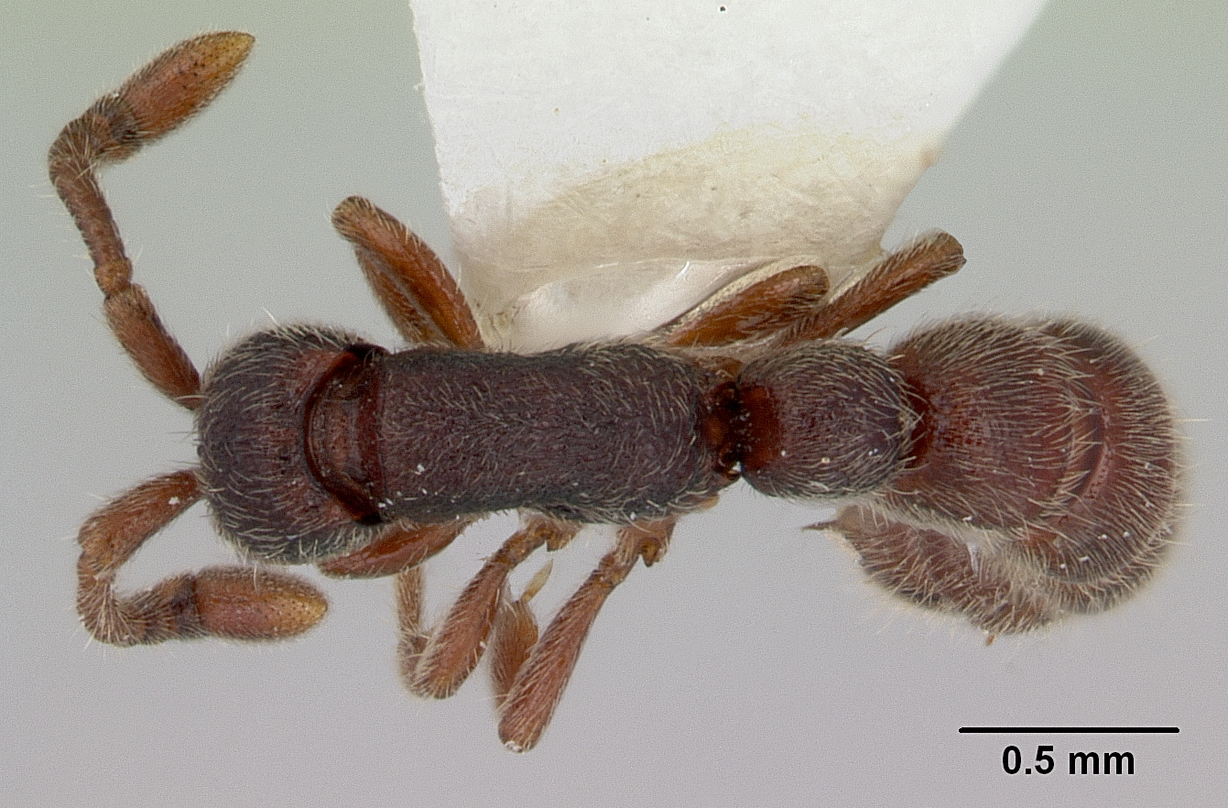
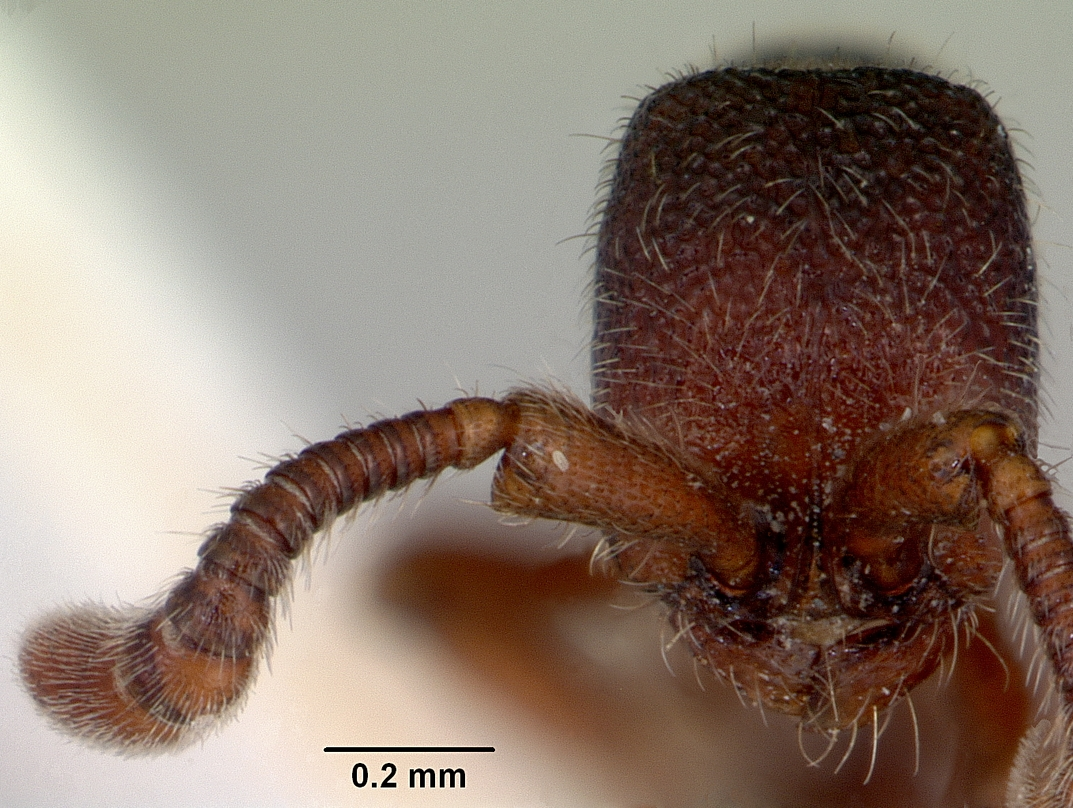